# Торрейра, Лукас
Лукас Себастьян Торрейра ди Паскуа (исп. Lucas Sebastian Torreira Di Pascua; 11 февраля 1996, Фрай-Бентос, Уругвай) — уругвайский футболист, полузащитник клуба «Галатасарай» и сборной Уругвая.

## Биография

### Клубная карьера
В 2013 году Торрейра перешёл в академию уругвайского клуба «Монтевидео Уондерерс», спустя год оттуда перебрался в академию итальянского клуба «Пескара». Перед сезоном 2014/15 года был переведён в основную команду. 16 мая 2015 года дебютировал в «Пескаре» поединком против «Варезе», выйдя на поле в основном составе. Заканчивал сезон игроком старта.
1 июля 2015 года Торрейра подписал контракт с «Сампдорией». Сумма трансфера составила 1,5 млн евро. По новому соглашению, Торрейра вновь отправился в «Пескару», но уже будучи арендованным ею.
Перед сезоном 2016/17 Торрейра вернулся в «Сампдорию». 21 августа 2016 года он дебютировал в Серии А поединком против «Эмполи», выйдя в стартовом составе и проведя на поле весь матч.
В июле 2018 года стал игроком лондонского «Арсенала». Контракт заключен на 5 лет, за переход футболиста «канониры» заплатили 30 млн евро.
5 октября 2020 года «Атлетико Мадрид» объявил о подписании арендного соглашения с уругвайцем, рассчитанным на один сезон. 31 октября забил дебютный гол против «Осасуны».

### Международная карьера
23 марта 2018 года дебютировал в сборной Уругвая, выйдя в товарищеском матче против Чехии (2:0) на замену на 68 минуте вместо Матиаса Весино.
Был включён в состав сборной на Кубок Америки 2021.

## Достижения
«Арсенал» (Лондон)
- Обладатель Кубка Англии: 2019/20

«Атлетико Мадрид»
- Чемпион Испании: 2020/21

«Галатасарай»
- Чемпион Турции (2): 2022/23, 2024/25
- Обладатель Кубка Турции: 2024/25
- Обладатель Суперкубка Турции: 2023